# Hilde Hubbuch
Hilde Hubbuch (Tréveris, 17 de enero de 1905 - Nueva York, 24 de octubre de 1971), nacida como Hilde Isay, fue una fotógrafa germano-estadounidense.

## Trayectoria
Isay fue hija única de una familia judía de banqueros y comerciantes. En 1931 estudió en la Bauhaus de Dessau. En el  invierno de 1925 inició estudios en la Academia Estatal de Bellas Artes de Karlsruhe. Su profesor de dibujo allí fue el pintor Karl Hubbuch, un destacado representante de la Nueva objetividad. Isay y Hubbuch comenzaron una historia de amor. El padre de Isay desaprobó y contrató a un detective privado que sorprendió a la pareja en una habitación de hotel. Presionados, Isay y Hubbuch se casaron el 4 de enero de 1928 en Tréveris.  
En 1929, en los comienzos de su matrimonio, posó para su marido como el epítome de la Nueva Mujer para el cuadro "Viermal Hilde", (Cuatro veces Hilde). A partir de ahí comenzó a tomar fotografías y juntos crearon una serie de autorretratos irónicos. Usaron lo que entonces era la última tecnología portátil (una Zeiss-Ikon Cocarette I Lux 521/2). Isay también documentó a través de la fotografía su vida juntos.  
En el verano de 1931, se matriculó como aprendiz en la Bauhaus de Dessau, posiblemente por sugerencia de Ellen Rosenberg y Liselotte Billigheimer. Asistió a las clases de fotografía de Walter Peterhans. También tomó cursos de artesanía, diseño artístico y escritura. Rápidamente se convirtió en una fotógrafa de retratos experta en tecnología con una nueva visión de la mujer moderna. Ella y la fotógrafa política Irena Blühová se fotografiaron mutuamente. Hubbuch no completó sus estudios con un diploma de Bauhaus. Según las notas de Peterhans, rechazó el título de Bauhaus.
En 1932, cuando se cerró la Bauhaus en Dessau, Hubbuch fue a Viena con su madre y tomó un trabajo en la oficina de prensa de Max Fau como fotógrafa antes de emigrar a Nueva York, en 1934. En ese momento su matrimonio ya estaba en crisis, en parte debido a las numerosas aventuras de su marido. En 1935 la pareja se divorció.
Dado que el nacionalsocialismo ganaba cada vez más influencia en Austria, Hubbuch dejó Viena en 1936 y se mudó a Londres para vivir con su tío. En enero de 1939 emigró a Estados Unidos, donde se registró como Hilde Hubbuck. Hizo su gran avance en el Nuevo Mundo, trabajó como fotógrafa infantil y de las altas esferas de la sociedad. Sus clientes incluyeron a Norman Mailer y al editor de The New Yorker William Shawn. A partir de finales de la década de 1930, publicó un anuncio navideño anual en la revista  The New Yorker. En los años siguientes visitó Europa varias veces, incluso a su marido divorciado y su segunda esposa Ellen Hubbuch en 1962. 
En 1941 por causas naturales, murió su padre Otto Siegfried Isay, en Trier. La madre de Hubbuch, Fanny Isay, Dreyfuss de soltera, evadió la deportación al suicidarse. A ambos se les dedica un monumento en Tréveris.
Hilde Hubbuch murió en 1971. Sus fotografías ahora forman parte de las colecciones del Archivo Bauhaus de Berlín, el Museo J. Paul Getty de Los Ángeles y el Museo de Arte Moderno de Nueva York.